# سمهرم
سمهرم ميناء تاريخي يقع في ولاية طاقة، حيث يبعد عن مركزه 8 كم كما يبعد 43كم، يقع بالاتجاه الشرقي لولاية صلالة، بجوار شاطئ خور روري. وهو عبارة عن ممر مائي يمثل لوحة طبيعية جميلة، وبه قلعة لمدينة موشا القديمة وبلاد ساكلن والتي تؤكد آثارها والتي يعود تاريخ بعض جدرانها إلى ماقبل عام 200 قبل الميلاد وهي أهم موانئ جنوب شرق شبة الجزيرة العربية. وقد كانت ميناء لتصدير اللبان إلى الشرق والغرب، وحلقة وصل بين قارات العالم القديم الثلاث.

## التسمية
سمهرم وتظهر في نقوش المسند بصيغتين (س م هـ ر م) أو (س م هـ ر ي م)، اسماً مركباً من جزئين (سمه + ريم) وتعني حرفياً (اسمهُ + عالي)؛ وهناك من يرى أن سمهرم اسم قبيلة عربية قديمة قد خلدت اسمها على بوابة المدينة. وقد عرفت بنعوت وأسماء مختلفة مثل: موشا أو موجا أو موسكا، وبونت وسمهرم وميناء البخور والعطور، وخور روري والاسم الأخير هو اسم الشهرة عند أهل ظفار في عصرنا الحاضر. حيث أطلق عليها الرومان بلاد البخور والعطور والقصور.أما الإغريق فكانوا يطلقون عليها اسم البلاد السعيدة.
تقع مدينة سمهرم في الجهة الشرقية لولاية طاقة والتي تبعد حوالي 30 كم عن مدينة صلالة وتعرف محلياً بخور روري.وتنتشر أنقاض هذا الموقع الأثري على مساحة واسعة من التلال والشعاب المحيطة بوادي خور روري. وما زالت آثار القلعة ماثلة على قمة ترتفع 130 مترا عن سطح البحر عند بحيرة خور روري التي تتدفق إليها شلالات وادي دربات من ارتفاع ألف قدم مشكّلةً بذلك بحيرات تجري مياهها إلى الخور، ومنه على البحر عبر قناة مختلطة بمياه البحر. حيث إن المدينة كانت في غاية من التحصين يحيط بها برجان أحدهما عند الطرف الجنوبي الشرقي والآخر عند الطرف الشمالي، ويبدو من الصعب مهاجمتهما لوجود بنيان قوي يبلغ عرضه 8 أقدام وارتفاعه من 15- 20 قدم. كما أن مدخل الخور الجنوبي يتمتع بحماية كافية ويصعب اجتيازه كما سلف القوم لوجود نقاط دفاعية كبيرة وسور حجري مازالت آثاره واضحة للعيان إلى اليوم. وكان ميناء سمهرم من أهم الموانئ المشهورة في جنوب شرق الجزيرة العربية في تجارة اللبان منذ أقدم العصور التاريخية، ويعرف أيضاً بميناء موشكا والذي تم ذكره في نصين يونانيين يعودان إلى الفترة ما بين القرن الأول والثاني الميلادي.

## التاريخ
مدينة [سمهرم] الشهيرة بمينائها والتي تعد من أقدم المدن الأثرية حيث يعود تاريخها للألف الثالث قبل الميلاد حتى أن النقوش الحميرية لا تزال واضحة على جدران القلعة وأعمدتها الموجودة هناك وميناء سمهرم يعد من أقدم الموانئ في شبه الجزيرة العربية ومنه يصدر السلع والمنتجات المحلية إلى العالم، ومن أبرز الدلائل على أهمية هذا الميناء والدورالمهم الذي كان يقوم به، العثور على رسم لسفينة فرعونية كانت ترسو في ميناء سمهرموهو الرسم الموجود حالياً في أحد المعابد بوادي الملوك في مدينة الأقصر الأثرية بمصر. وقد أطلق على ميناء سمهرم اسم «موشاك» من قبل [اليونانيون] مثل (بولنيوس _ وأسترابو) في إشارة حسب علماء الآثار المؤرخين إلى أهمية هذا الميناء باعتباره مركزاً إدارياً في منطقة إنتاج اللبان.
وفي عام 1952م تم العثورعلى بقايا من المنحوتات الحجرية وبعض التماثيل كما وجد عند مدخل الميناء بقايا أسوار وجدران محصنة ويعتبر حصن طاقة من المعالم الأثرية هناك كما توجد مقابر قديمة ترجع لفترات ما قبل الإسلام شرق خورصولي.
تقع مدينة سمهرم في الجهة الشرقية لمدينة طاقة والتي تبعد حوالي 30 كم عن مدينة صلالة وتعرف محلياً بخور روري، وكان ميناء سمهرم من أهم الموانئ المشهورة في جنوب شرق الجزيرة العربية في تجارة اللبان منذ أقدم العصور التاريخية.. ويعرف أيضاً بميناء موشكا والذي تم ذكره في نصين يونانيين يعودان إلى الفترة ما بين القرن الأول والثاني الميلادي، وقد تم من خلال التنقيبات الأثرية لمدينة سمهرم العثور على عدد من المخطوطات ومعبد قديم وقطع نقدية وأثرية تشير جميعها إلى أن المدينة كانت على صلة تاريخية وحضارية بالهند وبلاد ما بين النهرين وبلاد النيل، وكذلك اتضح أن المدينة بنيت بالحجر الجيري، وتميزت بفن معماري جميل، ولها سور وعدة بوابات وأبراج مربعة. ولقد تم الكشف عن خمسة نقوش حجرية كتبت بالأبجدية العربية الجنوبية، وهي تصف تأسيس المدينة التي بنيت لتأكيد السيطرة على تجارة اللبان...كما تم الكشف عن آثار معبد قديم شيد في وسط الجانب الشمالي من المدينة، وعثر على جدرانه الثلاثة، وعلى مذبحين ونحت بارز لثور على أحد المذبحين. ومن المعثورات الأثرية الأخرى تمثالبرونزي صغير لفتاة تعزف على الناي، وتمثال غير مكتمل لفتاة (أرخ) للقرن الثاني الميلادي، بالإضافة إلى مجموعة من القطع النقدية البرونزية وختم من البرونز يحمل سطرين من الكتابة باللغة القديمة.